# Obwód Tyrgowiszte
Obwód Tyrgowiszte (bułg. Област Търговище) – jedna z 28 jednostek administracyjnych Bułgarii, położona w północno-wschodniej części kraju.

## Skład etniczny
W obwodzie żyje 137 689	ludzi, z tego 76 294 Bułgarów (55,41%), 49 495 Turków (35,95%), 9 868 Romów (7,17%), oraz 2 032 osób innej narodowości (1,47%). (http://www.nsi.bg/Census_e/Census_e.htm)